# Uden-Veghel
Uden-Veghel is een stedelijke regio in het oosten van de provincie Noord-Brabant, in 2002 ontstaan als deelgebied zoals beschreven in het Streekplan Noord-Brabant 2002. In dat streekplan, waar het Uitwerkingsplan Uden-Veghel e.o. onderdeel van is, wordt de gewenste ruimtelijke ontwikkeling van de regio beschreven en vastgesteld tot aan het jaar 2015. In het uitwerkingsplan is onder meer vastgelegd waar woningbouw dient plaats te vinden en bedrijventerrein mag worden aangelegd, maar ook wat er behouden moet blijven voor de natuur.
Het uitwerkingsplan heeft betrekking op de gemeenten Uden, Veghel, Schijndel, Sint-Oedenrode, Boekel, Landerd en Bernheze (met uitzondering van de plaats Heesch, die in de stedelijke regio van Oss ligt).
De regio bestaat uit 3 deelgebieden; het stedelijk concentratiegebied (SCG) Uden-Veghel, het landelijk gebied (LG) Schijndel-St.Oedenrode-Boekel en het landelijk gebied Maashorst. Het SCG is het gebied dat wordt gekenmerkt door hoge mate van verstedelijking, en welke door de provincie is aangewezen als plek waar het grootste gedeelte van de woningbouw en aanleg van bedrijventerreinen zal moeten plaatsvinden. Dit gebied loopt van Veghel-Zijtaart in het westen, via Mariaheide, naar Uden-Volkel in het oosten. De noordelijke grens wordt gevormd door de A50.

## Omvang van de regio Uden-Veghel
De regio Uden-Veghel beslaat zo'n 428 km² van samen 7 gemeenten; Bernheze, Boekel, Landerd, Schijndel, Sint-Oedenrode, Uden en Veghel.
De Vijfde nota over de Ruimtelijke ordening 2000-2020 geeft het volgende aan betreffende de verstedelijking van de regio:
- Uden-Volkel en de lus Schijndel-Eerde-Veghel worden als sterk verstedelijkt gekenmerkt.
- De gemeenten Sint-Oedenrode en Landerd worden als matig verstedelijkt gekenmerkt.
- De gemeenten Bernheze, Boekel en de voormalige gemeente Erp vormen met hun weinige verstedelijking het landelijke gebied in de regio.

(bron: Ministerie van Volkshuisvesting, Ruimtelijke ordening en Milieubeheer/Rijksplanologische Dienst 2001.)
De kerncijfers van de regio zijn per gemeente als volgt:
| Kerncijfers Uden-Veghel e.o. (2010) | Kerncijfers Uden-Veghel e.o. (2010) | Kerncijfers Uden-Veghel e.o. (2010) | Kerncijfers Uden-Veghel e.o. (2010) | Kerncijfers Uden-Veghel e.o. (2010) |
| ----------------------------------- | ----------------------------------- | ----------------------------------- | ----------------------------------- | ----------------------------------- |
| Gemeente                            | Inwoners                            | Banen                               | Beroeps                             | Bedrijven                           |
| Uden                                | 40.536                              | 22.221                              | 18.918                              | 2.900                               |
| Veghel                              | 37.303                              | 28.602                              | 17.514                              | 2.727                               |
| Schijndel                           | 22.991                              | 10.041                              | 10.756                              | 1.738                               |
| Sint-Oedenrode                      | 17.680                              | 5.997                               | 7.973                               | 1.403                               |
| Bernheze                            | 29.655                              | 10.168                              | 13.418                              | 2.150                               |
| Landerd                             | 14.888                              | 6.233                               | 6.759                               | 1.117                               |
| Boekel                              | 9.772                               | 3.925                               | 4.300                               | 802                                 |
| Totaal:                             | 172.825                             | 87.187                              | 79.638                              | 12.837                              |

(bron: CBS, Gemeente op Maat)

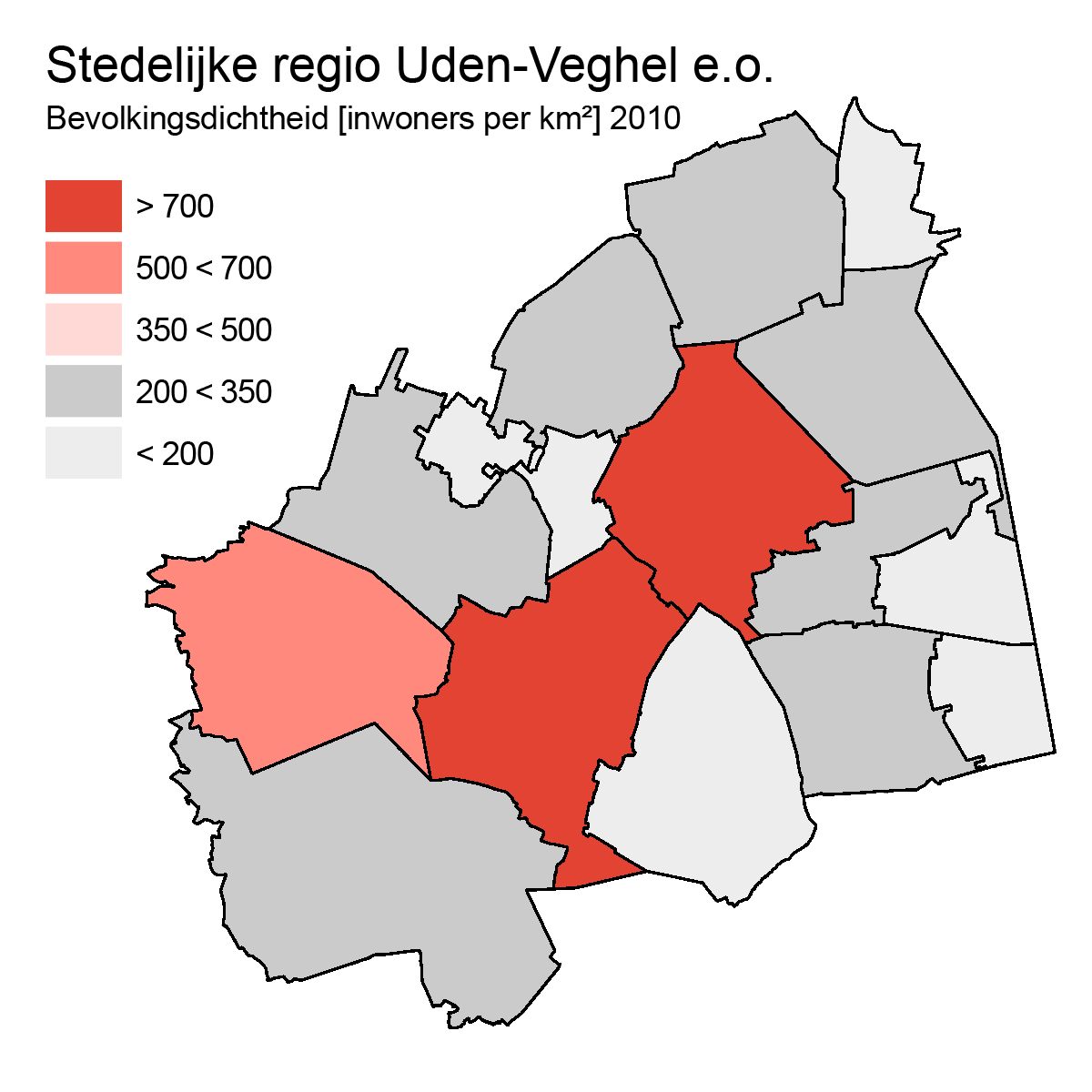
Bevolkingsdichtheid per woonplaats (BAG)

De steden Uden en Veghel behoren met hun voorzieningen en aantal inwoners tot de voornaamste kernen van de regio. De overige dorpen zijn grotendeels in voorzieningen afhankelijk van de grote kernen.
- Uden heeft een groot aanbod in de plaatselijke vermaaksindustrie, met haar uitgebreide winkelcentrum, horecagelegenheden en andere uitgaansvoorzieningen. Met Centrumplan-West heeft Uden ambities om hét winkelcentrum van de regio te gaan worden. Uden is de nieuwe vestigingsplaats van het ziekenhuis Bernhoven, dat haar vestigingen in Veghel en Oss tot steunpunten heeft omgebouwd. Daarnaast bezit Uden zeer gevarieerde industrie.
- Veghel vormt mede de economische motor van de regio, behoort tot de top-zakensteden in Nederland en voorziet een groot aantal inwoners van de regio van werk (lees ook: Economie van gemeente Veghel). Met de aanleg van de A50, het verbreden van het kanaal en de uitbreiding van de overslaghaven (zie: Veghel-Haven), is Veghel hard op weg om de economische motor nog harder te laten lopen. Veghel beschikt over het cultuurcluster CultuurHavenVeghel, dat een bovenregionale aantrekkingskracht heeft en een belangrijke verzorger is van het culturele aanbod in de regio.
- Schijndel vormt als het ware een uitloper van de industrieregio en ligt met haar industrieterreinen dicht bij de infrastructurele voorzieningen in de gemeente Veghel.
- Sint-Oedenrode en Heeswijk-Dinther zijn matig verstedelijkte forensenplaatsen in een overwegend landelijke omgeving.
- Boekel en Erp vormen landelijke woonkernen waar met name de landbouw nog een bijdrage levert aan de regionale economie.

## Aanloop en vorming van de (stedelijke) regio Uden-Veghel[7]
De vorming van de regio Uden-Veghel, kenmerkt zich door een ontwikkeling, waarbij Peel en Meierij zeker dichter tot elkaar gekomen zijn. De tamelijk felle anti-Veghelse houding van Uden, die in de jaren 50 (onder andere door het Udens weekblad) onterecht gevoed werd door de strijd om de benoeming tot kerngemeente luwde reeds eind jaren 60 op het regionale politieke vlak. Vanaf 1967 zoeken Uden en Veghel opvallend vaker toenadering tot elkaar. Het is een tijd waarin de Oost-Brabantse gemeenten steeds meer gaan zoeken naar samenwerkingsverbanden om te komen tot een sterkere regionale positie. De regio Uden-Veghel is een enigszins witte vlek tussen het Stadsgewest 's-Hertogenbosch en de Regio Oss.
Met name het Stadsgewest 's-Hertogenbosch heeft tamelijk veel invloed op de Meierijse gemeenten en een mogelijke toenadering van Veghel tot dat stadsgewest is niet ondenkbaar. Hoewel ze de keuze van Veghel respecteren, hopen Schijndel én Heeswijk-Dinther als goede buren op een aansluiting van Veghel bij de regio 's-Hertogenbosch. En dat mogelijk in combinatie met het op Eindhoven georiënteerde Sint-Oedenrode, zodat er een sterke Midden-Meierij ontstaat. Veghel en Schijndel laten inderdaad onmiskenbaar blijken, dat er historische relaties zijn tussen de twee plaatsen, die niet voor niets als de twee-eenheid worden aangeduid. Beide kernen zijn georiënteerd op de tussengelegen industrieterreinen. De destijds nog zelfstandige gemeente Erp geeft aan, dat het zich zal conformeren naar de keuze van Veghel. Veghel sluit echter een toenadering tot Uden niet uit, wat in Schijndel met ontsteltenis wordt ontvangen. Juist Uden blijkt eveneens open te staan voor de vorming van een regio Uden-Veghel. Beide gemeenten beseffen de potenties van hun gezamenlijke kracht binnen de regio en vinden een opsplitsing van Uden en Veghel onaanvaardbaar. De opstelling van het Udens college zorgt nog voor enige onduidelijkheid binnen de raad, aangezien enkele leden ervan overtuigd waren dat Uden juist voorkeur had voor toenadering tot Oss. De Udense burgemeester Schampers geeft aan dat de relatie Veghel-Uden in ieder geval veilig gesteld moet worden. Boekel reageert verheugd op deze stellingname. Met name Boekel is erg te spreken over de vorming van een regio Uden-Veghel-Boekel-Erp. Eventueel met Zeeland, maar dat was zich eveneens aan het oriënteren op Oss.
Het zijn dan ook deze vier gemeenten die, uiteindelijk mét toevoeging van Zeeland, in 1971 een officieel schrijven naar de provincie sturen met daarin hun stellingname vóór een regio Uden-Veghel. Hiermee wordt de aanzet tot De Kleine Vijf gegeven.

### De Kleine Vijf en de bestaande samenwerkingsverbanden Brabant-Noordoost.
De Kleine Vijf werken vanaf de jaren 70 aan het opstellen van een regionaal ontwikkelingsplan en dragen in de komende jaren eensgezind hun stem uit binnen de provincie Noord-Brabant. Dit blijkt uit het feit dat ze om hun standpunt gevraagd worden binnen de regio Brabant-Noordoost, waarin de Regio Uden-Veghel naast het Stadsgewest 's-Hertogenbosch, het Stadsgewest Oss en het Streekgewest Land van Cuijk een rol speelt. In de loop der tijd blijkt dat de samenwerking van De Kleine Vijf zich regelmatig uitbreid in samenwerking met onder andere de gemeenten Schijndel, Heeswijk-Dinther, Sint-Oedenrode en Nistelrode. Het als eenheid naar buiten treden van De Kleine Vijf stopte in 1989 bij het ontstaan van een streekgewest Brabant-Noordoost.

### Streekgewest Brabant-Noordoost
Ten tijde van Wet Gemeenschappelijk Regelingen heeft er het Streekgewest Brabant-Noordoost gefunctioneerd. Hierin werkten 27 gemeenten in Noordoost-Brabant samen op gebieden als onder andere Gewestelijke Gezondheidsdienst, Onderwijsbegeleidingsdienst en Bedrijfscontact. De start van het streekgewest verloopt enigszins moeizaam door de integratie van de voormalige samenwerkingsstructuren Stadsgewest Oss, Streekgewest Land van Cuijk en de Regio Uden-Veghel.

### Gemeentelijke herindeling in Brabant-Noordoost
Van 198. tot 1996 hebben er in verschillende rondes in Noord-Brabant gemeentelijke herindelingen plaatsgevonden. Ronde 1: Noordoost-Brabant. Ronde 2: 's-Hertogenbosch. Ronde 3: Midden-Brabant. Ronde 4: West-Brabant. Ronde 5: Zuid-Oost-Brabant.
In 1990 vindt een eerste ronde van gemeentelijke herindelingen in Brabant-Noordoost plaats. Daarbij worden door de commissie Schampers verschillende opties gegeven, waaronder samenvoeging van de gemeente Boekel met Erp, samenvoeging van Veghel met Vorstenbosch en Uden met Zeeland. Dit stoot met name tegen de borst van Veghel. Veghel heeft zich de laatste decennia sterk op samenwerking met Uden gericht en in Veghel is er begin jaren ’90 zelfs voorzichtig sprake van een samenvoeging van de gemeente Veghel met Uden(!). Uit de gemeentelijke herindelingsplannen komen echter maar weinig voordelen voor Veghel naar boven, dat gehoopt had op een intensere toenadering met Uden. In Veghel wordt er aangegeven, dat wanneer men enkel kiest voor een zogenaamd “Groot-Uden” als combinatie Uden-Zeeland, dat gevolgen heeft voor de regionale samenwerking. Veghel wenst geen eenrichtingsverkeer vanuit Uden en zal in dat geval dan ook de optie van een overstap naar het Stadsgewest ’s-Hertogenbosch open houden. Heeswijk-Dinther en Erp zouden Veghel in die keuze volgen, wat flinke consequenties heeft voor het streekgewest Brabant-Noordoost. Sint-Oedenrode, daarentegen overweegt zwaar om zich aan te sluiten bij het stadsgewest Eindhoven. Indien Veghel, Heeswijk-Dinther, Erp en Sint-Oedenrode van het streekgewest Brabant-Noordoost zouden wegvallen, betekent dat het verlies van zo’n 70.000 inwoners. Voor Veghel heeft dit weinig consequenties, maar voor Uden betekent dat, dat er een wezenlijk element in Brabant-Noordoost verdwijnt, zeker op het gebied van werkgelegenheid. De samenvoeging Uden-Zeeland gaat uiteindelijk niet door, evenmin als de samenvoeging Erp en Boekel en de samenvoeging Veghel en Vorstenbosch.
Erp komt juist bij Veghel, terwijl Vorstenbosch met Heeswijk-Dinther, Nistelrode, Loosbroek en Heesch de gemeente Bernheze gaat vormen.

### De mislukking van Vudel (Vervolg gemeentelijke herindeling)
Terwijl Zeeland met Schaijk de gemeente Landerd ging vormen, bleven Uden, Veghel (met Erp) en Boekel zelfstandig. Heel even speelde dat Boekel bij Gemert zou komen in kader van een nieuwe ronde van gemeentelijke herindelingen in Noord-Brabant voor de regio Zuidoost-Brabant. Uiteindelijk wilde Boekel niet uitgeleverd worden aan Uden en dus kwam het 'slimme' plan om als Boekel met Uden en Veghel een voorstel tot samengaan te lanceren. 

Midden jaren 1990 zijn er plannen geweest om Uden, Veghel en Boekel samen te voegen als één gemeente (gekscherend Vudel genoemd) om daarmee een groter bestuurlijk bereik te hebben. Eventueel met meer dan 80.000 inwoners de vijfde stad van Noord-Brabant te worden (Zeker als Eindhoven en Helmond samen zouden zijn gegaan). 

In eerste instantie is tot een fusiegemeente Uden-Veghel-Boekel door alle drie Gemeenteraden, Provinciale Staten en Tweede Kamer besloten. Op het allerlaatste moment -nadat meerwaarde, kleiner aantal ambtenaren en lagere lasten niet waargemaakt zouden kunnen worden volgens Uden- én succesvolle lobby bij Eerste Kamer wordt het plan met groot verdriet van de Veghelse politiek tegengestemd. 

Boekel bleef als agrarische gemeente uiteindelijk zelfstandig en is nu een van de (kleine) gemeenten in Nederland die door korte lijnen met de burger en bedrijven wil zorgen. Dat fusie ook in de toekomst voor Boekel onbespreekbaar is, bewijst de mening van het gemeentebestuur: "De gemeente Boekel is een zelfbewuste gemeente met oog voor haar buren, bereid tot samenwerken, geen vrijstaat, wel een pioniersgemeente met slimme antwoorden op maatschappelijke ontwikkelingen."

### Stedelijke regio Uden-Veghel
De samenvoeging ging dus niet door in 1998. De samenwerking na 2002 wel. Voorzichtige zetten tot samenwerking leidden tot de erkenning van de stedelijke regio Uden-Veghel in den lande. In het kader van door de Provincie Noord-Brabant sinds 2000 aangewezen worden als stedelijke Regio Uden-Veghel moeten allerlei samenwerkingsplannen worden gemaakt. Dat deze samenwerking op sommige fronten geslaagd is, blijkt uit de vele samenkomsten, waarbij de eenheid Uden-Veghel benadrukt wordt. Uden en Veghel zijn complementair aan elkaar, vertelde onlangs professor Boekema de Udense en Veghelse raads- en collegeleden, die bijeen waren in de Veghelse raadzaal. De deskundige op het gebied van regionale samenwerking gaf een inleiding over het nut en de noodzaak van samenwerking en de kansen die het biedt. Daarbij werd onder andere gesproken over veelbesproken onderwerpen zoals woningbouw, het eventueel aanleggen van een Lightrail, recreatieve kansen in het buitengebied en het ziekenhuis.
De samenwerking blijkt vooral op economisch vlak gestimuleerd te worden door het bedrijfsleven. Dat er in tien jaar tijd geen concrete samenwerkingsplannen waren die zouden kunnen leiden tot een algehele fusie van Uden en Veghel bleek uit de in 2012 ontstane discussies over de toekomst van de regio.

### Veghel en Uden met de ruggen naar elkaar
De goede voornemens om te komen tot een stedelijke regio bleken anno 2012 nog altijd tot weinig concrete stappen te hebben geleid. Sterker  nog, het was na het rapport ‘Veerkrachtig bestuur in Noordoost-Brabant’ steeds duidelijker geworden dat de “knipperlichtrelatie” tussen Uden en Veghel weinig daadkrachtige samenwerking had opgeleverd. Het rapport van de commissie Huijbregts adviseerde samenvoeging van Uden en Veghel. Deze mening werd gedeeld door het regionale bedrijfsleven. ReVus, de koepelorganisatie van de grote ondernemersverenigingen uit Veghel, Uden en Schijndel en de ondernemersvereniging UOV De Kring in Uden gaven aan “teleurgesteld” te zijn in het uitblijven van een Udense reactie op het rapport. “Veghel heeft al vrij snel gereageerd op het rapport Krachtig Bestuur in Brabant. Het rapport van de commissie Huijbregts heeft als grootste aanbeveling dat Uden en Veghel op termijn moeten fuseren. Maar Uden zwijgt stug”.
Het Brabants Dagblad gaf aan: “In Uden lijkt elk urgentiegevoel voor schaalvergroting te ontbreken. Dat bleek dit najaar nog maar eens na de presentatie van het rapport 'Veerkrachtig bestuur in Noordoost-Brabant'. Alle gemeentebesturen en -raden hadden hun licht al laten schijnen over deze aanzet tot bestuurlijke versterking, behalve de Udense. Ook de signalen vanuit Veghel dat er gesprekken zouden worden gevoerd met andere gemeenten over intensievere samenwerking brachten Uden niet in beweging.”
Schijndel gooide de knuppel in het hoenderhok door openlijk te verkondigen te willen samenwerken, misschien zelfs fuseren, met Veghel. In Veghel gingen vervolgens steeds meer stemmen op om zich opnieuw te richten op de partners Schijndel en Sint-Oedenrode, waarmee van oudsher warme sociaal-economische banden zijn. Daarmee keert de regio als het ware terug naar de samenwerkingswensen die in de jaren ’60 leefden.
In december 2012 werd officieel aangekondigd dat de gemeenten Schijndel en Sint-Oedenrode wilden samenwerken met het oog op toekomstige fusie. Beide gemeenten zagen  daarbij in Veghel een goede partner. In 2013 kwam de aansluiting van Veghel bij Schijndel en Sint-Oedenrode op de politieke agenda te staan. Veghel koos toen voor een fusie met Schijndel en Sint-Oedenrode. In november 2013 werd duidelijk dat zowel Schijndel als Sint-Oedenrode Veghel als beste derde partner in een nieuwe fusiegemeente zagen. Beide gemeenten gaven aan niet met Uden te willen fuseren. Veghel, Schijndel en Sint-Oedenrode gaan zich nu samen beraden op de fusie tot de gemeente Meierijstad, die in 2018 afgerond moet zijn. Uden trekt zich, bij gebrek aan fusiepartners, terug uit het proces van de herindeling.

## Economische samenwerking
Om in economisch opzicht mee te kunnen blijven komen en voorwaarden te kunnen scheppen voor duurzame ontwikkeling van welvaart en welzijn, besloten de gemeenten Veghel en Uden om hun gemeenten in een aantal projecten te verenigen. Deze projecten, op het gebied van economie, werkgelegenheid, werklocaties, infrastructuur en woon- en leefklimaat, zijn vastgelegd in het 'plan van aanpak' van het 'Sociaal-Economisch Actieplan Uden-Veghel' (SEAP).

### Sociaal-Economische Visie
Het sociaal-economisch actieplan Uden-Veghel heeft als hoofddoel het behouden en versterken van de sociaal-economische structuur van de stedelijke regio Uden-Veghel. Het uiteindelijke doel is het bereiken van een vestigingsklimaat dat de concurrentie aan kan met vergelijkbare regio’s en het bereiken van een ‘volwaardige positie’ in de Provincie Noord-Brabant.

### Intergemeentelijk Bureau Economie (IBE)
Dit actieplan heeft ook geleid tot het oprichten van een intergemeentelijke ambtelijke organisatie: Het Intergemeentelijk Bureau Economie (IBE).

### ReVUS / ReVUSS
Het georganiseerd bedrijfsleven in de regio Uden-Veghel heeft de handen ineengeslagen en is gekomen tot vormen van samenwerking en lobby. Hiervoor is de naam ReVUS gekozen: Regio Veghel-Uden-Schijndel. Inmiddels heeft Sint-Oedenrode aansluiting gevonden bij dit initiatief en zodoende wordt het ook weleens aangeduid als ReVUSS.

## Infrastructuur

### autowegen
De regio wordt omzoomd door de autosnelwegen A2/E25, A59 en A58 maar vormt de autosnelweg A50 de hoofdader van Uden-Veghel voor een goede (inter)nationale ontsluiting waarbij een fijnmazig net van 14 provinciale wegen zorgt voor de lokale verkeersdoorstroming, te weten: N264, N265, N277, N279, N324, N603, N605, N606, N616, N617, N618, N619, N622 en N637.

### Vaarwegen
Tevens wordt Uden-Veghel door de Zuid-Willemsvaart over water ontsloten.
Dit kanaal behoort tot de nationale hoofdvaarwegen, waardoor scheepvaart uit de IV-klasse (RHK type schepen) de Veghelse haven kunnen bereiken.

## Trivia
- Vudel is/was de benaming voor 'Veghel-Uden-(Boekel) samen in ontwerp-plannen van de Provincie Noord-Brabant; sinds 2000 aangewezen worden als stedelijke regio Uden-Veghel. Sinds 2001 is het ook de naam van een intergemeentelijke carnavalsvereniging onder de naam Vudel met in carnavalstijd een eigen Koning van Vudel. Dit in aanvulling op bestaande carnavalsverenigingen in Veghel (Kuusegat) en Uden (Knoerissenrijk) waar Prinsen heersen van respectievelijk het geslacht der Kuusen en Porcelli (Knoerissen).